# Enzian (Bayerischer Wald)
Der Enzian ist ein 1286 m ü. NHN hoher Berg des Bayerischen Waldes, der sich im Kamm nordwestlich des Arbers erhebt. Sein Gipfel liegt auf der Grenze der Landkreise Cham und Regen mit den Gemeinden Lohberg im Norden und Drachselsried im Westsüdwesten.
Über seinen kahlen, flachen Gipfel führt der Weitwanderweg E6 vom Arber zum Kaitersberg, am höchsten Punkt befinden sich eine Stempelstelle und ein Gipfelbuch. Auf einer Wanderung über den Arberkamm öffnen sich immer wieder Ausblicke ins Zellertal und in den Lamer Winkel. Als eigenständige Wanderung wird der Enzian allerdings kaum bestiegen.